# كل المال في العالم
كل المال في العالم هو فيلم دراما تاريخية من إخراج ريدلي سكوت وكتابة ديفيد سكاربا، استنادا إلى كتاب جون بيرسون كتاب غني مؤلم: ثروات الفاحشة ومصائب ورثة J. بول جيتي. ومن نجومه ميشيل ويليامز وكريستوفر بلومر ومارك والبيرغ ورومين دوريس وأندرو بوتشان وتيموثي هوتون. يروي الفيلم قصة رفض بول جيتي التعاون مع مطالب الخاطفين من جماعة مافيا منظمة التي اختطفت حفيده جون بول جيتي الثالث في السبعينيات.
كان دور غيتي الأب مُعطى للمثل كيفن سبايسي وظهر في الحملة الترويجية الأولى. لكن بعد أن تلقى سبايسي عدة دعاوي بتهمة التحرش الجنسي تم اعطاء الدور للممثل كريستوفر بلامر والذي كان أساسًا الخيار الأول للمخرج سكوت ريدلي. أعيد تصوير المشاهد قبل شهر فقط من تاريخ إصدار الفيلم.
عرض الفيلم لأور مرة بتاريخ 18 ديسمبر 2017 في مسرح صامويل غولدوين في بيفيرلي هيلز. قُرر أن يعرض الفيلم في الولايات المتحدة بتاريخ 22 ديسمبر لكن تري ستار بيكتشرز ستعرضه في 25 ديسمبر. ترشح الفيلم لثلاث جوائز غولدن غلوب لأفضل مخرج وأفضل ممثلة وأفضل ممثل مساعد.

## القصة
بعد أن يتم اختطاف جون غيتي الثالث من طرف عصابة جرائم منظمة تحاول والدته غايل جاهدة اقناع جده الغني ج. بول غيتي ليدفع الفدية المطلوبة، يرفض هذا الأخير فعل ذلك فتتحالف والدة جون مع مدير أعمال الجد فلتشر شايس الذي عمل سابقًا عميلا في الإستخبارات، ويعملان على اطلاق سراح الرهينة أو اقناع الجد بدفع الفدية قبل أن يفوت الأوان.

## طاقم التمثيل
- ميشيل ويليامز بدور غايل هاريس، والدة جون.
- مارك والبيرغ بدور فليتشر شايس، مستشار غايل وج. غيتي وعميل سابق في الإستخبارات الأمريكية.
- كريستوفر بلامر بدور جيه بول غيتي، جد جون.
- شارلي بلامر بدور جون بول غيتي الثالث.
- غسان مسعود تاجر عربي ثري
- روميان دوريس بدور سينكوانتا.
- تيموثي هوتون بدور أزولد هينج.

## الإنتاج
سعى منتجي الفيلم خلف ناتالي بورتمان لدور غيل هاريس، لكن في 31 مارس 2017، أعلن أن ميشيل ويليامز وكيفين سبيسي حصلا على دور غيل وجيه بول جيتي بصُورَةٍ مُتتَاليَة، بينما مارك والبيرغ كان في محادثات لدور غير محدد.
بدأ تصوير الفيلم في 31 مايو 2017،

## الاستقبال

### شباك التذاكر
صدر الفيلم بتاريخ 18 ديسمبر 2017 في مسرح صامويل غولدوين ببيفرلي هيلز بكاليفورنيا. وكان من المفترض أن يُعرض في الولايات المتحدة بتاريخ 22 ديسمبر لكن تم تأجيل إصداره ثلاثة أيام لتاريخ 25 ديسمبر لتجنب أي منافسة مباشرة من فيلم حرب النجوم.

### ردود النقاد
تحصل الفيلم في موقع الطماطم الفاسدة على معدل قبول قدره 84 بالمئة بناء على 49 مراجعة، مع تقييم 7.2 من 10. وعلى ميتاكريتيك يملك الفيلم حاصل 72 من 100 بناء على 26 ناقدًا مما يعني أن حصل على «مراجعات إيجابية عمومًا.»

## الجوائز
| الجائزة            | تاريخ الحفل   | الفئة                   | المترشح        | النتيجة | المصدر |
| ------------------ | ------------- | ----------------------- | -------------- | ------- | ------ |
| جائزة الغولدن غلوب | 7 يناير، 2018 | أفضل ممثلة - فيلم دراما | ميشيل ويليامز  | رُشِّح     | [ 14 ] |
| جائزة الغولدن غلوب | 7 يناير، 2018 | أفضل ممثل مساعد - فيلم  | كريستوفر بلامر | رُشِّح     | [ 14 ] |
| جائزة الغولدن غلوب | 7 يناير، 2018 | أفضل مخرج               | ريدلي سكوت     | رُشِّح     | [ 14 ] |

## وصلات خارجية
- كل المال في العالم على موقع IMDb (الإنجليزية)
- كل المال في العالم على موقع ميتاكريتيك (الإنجليزية)
- كل المال في العالم على موقع روتن توميتوز (الإنجليزية)
- كل المال في العالم على موقع نتفليكس (الإنجليزية)
- كل المال في العالم على موقع ألو سيني (الفرنسية)
- كل المال في العالم على موقع Turner Classic Movies (الإنجليزية)
- كل المال في العالم على موقع أول موفي (الإنجليزية)
- كل المال في العالم على موقع بوكس أوفيس موجو (الإنجليزية)
- كل المال في العالم على موقع فيلمافينيتي (الإسبانية)
- كل المال في العالم على موقع قاعدة بيانات الفيلم (الإنجليزية)